# 쩡인취안
쩡인취안(광둥어: zang1 jam3 kyun4 장얌퀸, 중국어 간체자: 曾荫权, 정체자: 曾蔭權, 병음: Zēng Yìnquán, 증음권, 1944년 10월 7일 ~ ) 또는 도널드 창 경(영어: Sir Donald Tsang Yam-Kuen, GBM, KBE)은 중화인민공화국의 정치인으로, 홍콩 특별행정구의 제2대 행정장관(2005년 6월 21일 ~ 2012년 6월 30일)을 지냈다. 종교는 천주교이며, 세례명은 도널드이다.

## 생애
쩡인취안은 1944년 10월 7일 홍콩에서 태어났다. 대학 졸업 후 1967년에 영국 통치하에 있던 홍콩 정청의 공무원에 취직하였다. 승진을 계속해 1995년에는 중국인으로서는 처음으로 재무국장에 취임하였다.
2005년에는 둥젠화가 행정장관을 사임하면서 행정장관 권한대행으로 취임하였다. 같은 해 6월 16일 도널드 창은 장관 선거에 참가한 선거 위원 796명 중 674명의 추천을 받아 홍콩 행정장관으로 당선되었다. 6월 21일, 중화인민공화국 국무원에서 정식으로 행정장관으로 임명되어 6월 24일에는 베이징에서 선서를 함으로써 행정장관 업무를 시작하였다. 2007년 3월 25일에 실시한 장관 선거에서도 재선되었다.

## 서훈
도널드 창은 1997년(홍콩 반환 이전)에 영국 정부로부터 대영 제국 훈장 2등급(KBE, 작위급 훈장)을 받았다. 도널드 창이 작위급인 이 훈장을 받을 당시에 홍콩은 아직 영국 연방에 속해 있는 상태였으며, 그에 따라 도널드 창 또한 영국 연방 국민에 포함되었으므로 이것은 정식 작위에 해당한다. 이 작위는 현재까지도 유효하나, 도널드 창은 공식적으로는 작위를 받음에 따른 경(Sir) 호칭을 쓰지 않고 현 홍콩 정부로부터 주어진 훈장(GBM)만을 이름 뒤에 명기하는 것을 선호한다.

## 역대 선거 결과
| 선거명      | 직책명          | 대수 | 정당   | 득표율   | 득표수 | 결과 | 당락 |
| ----------- | --------------- | ---- | ------ | -------- | ------ | ---- | ---- |
| 2005년 선거 | 홍콩의 행정장관 | 2대  | 무소속 | 단독후보 | 무투표 | 1위  |      |
| 2007년 선거 | 홍콩의 행정장관 | 2대  | 무소속 | 84.07%   | 649표  | 1위  |      |

## 같이 보기
- 홍콩의 정치